# Cantone di Cusset-Sud
Il Cantone di Cusset-Sud era una divisione amministrativa dell'arrondissement di Vichy.
A seguito della riforma approvata con decreto del 27 febbraio 2014, che ha avuto attuazione dopo le elezioni dipartimentali del 2015, è stato soppresso.

## Composizione
Comprendeva parte della città di Cusset e 7 comuni:
- Abrest
- Busset
- La Chapelle
- Mariol
- Molles
- Saint-Yorre
- Le Vernet